# Episodi di The Royals (terza stagione)
La terza stagione della serie televisiva The Royals, composta da 10 episodi, è stata trasmessa sul canale statunitense via cavo E! dal 5 dicembre 2016 al 19 febbraio 2017.
In Italia la stagione è stata pubblicata sulla piattaforma on demand TIMvision dal 2 al 21 febbraio 2017.

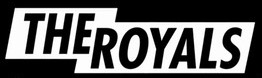
Logo della serie televisiva

| nº | Titolo originale                              | Titolo italiano                   | Prima TV USA     | Pubblicazione Italia |
| -- | --------------------------------------------- | --------------------------------- | ---------------- | -------------------- |
| 1  | Together With Remembrance of Ourselves        | Quante stranezze a Palazzo        | 4 dicembre 2016  | 2 febbraio 2017      |
| 2  | Passing Through Nature to Eternity            | In modo esclusivo                 | 11 dicembre 2016 | 2 febbraio 2017      |
| 3  | Aye, There's the Rub                          | Tutto come dovrebbe accadere      | 18 dicembre 2016 | 2 febbraio 2017      |
| 4  | Our (Late) Dear Brother's Death               | Sono tornato                      | 1º gennaio 2017  | 2 febbraio 2017      |
| 5  | Born to Set it Right                          | Il balcone reale                  | 8 gennaio 2017   | 2 febbraio 2017      |
| 6  | More Than Kin, and Less Than Kind             | Più che parente, e men che figlio | 15 gennaio 2017  | 2 febbraio 2017      |
| 7  | The Counterfeit Presentment of Two Brothers   | Battaglia reale                   | 22 gennaio 2017  | 9 febbraio 2017      |
| 8  | In The Same Figure, Like The King That's Dead | Tre contendenti al trono          | 29 gennaio 2017  | 9 febbraio 2017      |
| 9  | O, Farewell, Honest Soldier                   | Dio salvi il Re                   | 12 febbraio 2017 | 14 febbraio 2017     |
| 10 | To Show My Duty in Your Coronation            | L'incoronazione                   | 19 febbraio 2017 | 21 febbraio 2017     |

## Quante stranezze a Palazzo
- Titolo originale: Together With Remembrance of Ourselves
- Diretto da Mark Schwahn
- Scritto da Mark Schwahn

### Trama
Visto che Cyrus ha nascosto il corpo di Simon, Helena deve trovare altrove la prova che dimostri che i suoi figli sono legittimati a diventare sovrani.
Intanto Liam è impegnato a riabilitare il nome della famiglia reale e a gestire le angosce dal passato.
La principessa Eleonor deve trovare qualcosa da sponsorizzare, per accreditare la sua immagine pubblica, il giovane Jasper la aiuta casualmente, un eyeliner capita al momento giusto.
Il principe Robert è ancora vivo e si trova su un'isola deserta, dove le sue abilità militari gli permettono di sopravvivere.
La regina Helena scambia per il nuovo ciambellano di corte, propostole dalla sua segretaria per un toys boy.
Il re Cyrus  (fratello del defunto re) gira per il palazzo all'interno di una bolla gigantesca di plastica, e fuori dei suoi appartamenti ha fatto installare un videocitofono. Le sue controfigure prendono parte alla vita reale.

## In modo esclusivo
- Titolo originale: Passing Through Nature to Eternity
- Diretto da: James Lafferty
- Scritto da: Mark Schwahn

### Trama
La seconda puntata della terza stagione di The Royals si apre con la presentazione di Sarah Alice, l'adorabile figlia di James Hill, il capo della Sicurezza Reale.
Eleonor cerca far ingelosire in ogni modo Jasper. Eleonor, Liam e Jasper come loro guardia del corpo, si recano ad un party. Eleonor provoca in tutti i modi l'affascinante guardia del corpo, mentre quest'ultima elimina ogni possibile pretendente della principessa.
La scena si conclude con le dichiarazioni di Jasper nei confronti di Eleonor, mentre quest'ultima confessa al ragazzo il desiderio di vivere la stessa storia d'amore di una sua antenata con la propria guardia del corpo. Gli mostra quindi un libro dove i due amanti erano soliti scambiarsi lettere d'amore.
Liam, nel frattempo, si dichiara alla ragazza che ha da sempre amato, il cui nome è Kathryn.
La ricerca delle prove che dimostrino che Eleonor e Liam siano i figli legittimi del defunto re Simon continua; la regina Helena insieme al nuovo ciambellano ottengono il testicolo asportato del re esposto come un trofeo.

## Tutto come dovrebbe accadere
- Titolo originale: Aye, There's the Rub
- Diretto da: Les Butler
- Scritto da: Mike Herro e David Strauss

### Trama
I membri del palazzo reale ricevono i risultati del test del DNA: Eleonor e Liam sono i figli legittimi del defunto re!
Liam dovrà quindi prendere in mano le redini della monarchia inglese.
Intanto gli scambi di lettere d'amore tra Eleonor e Jasper continuano, anche se aiutati entrambi dal romanticismo di James Hill.
Liam è sempre più innamorato di Kathryn, anche se è l'ex ragazza dell'apparente defunto fratello.
L'episodio si conclude con un colpo di scena. Dal buio appare in maniera indistinguibile una figura maschile. Mettendo meglio a fuoco scopriamo essere proprio il principe Robert che compare di fronte alla sorella Eleonor e alla madre Helena che svengono alla sua vista.